# Exochus passaventi
Exochus passaventi är en stekelart som beskrevs av André Seyrig 1934. Exochus passaventi ingår i släktet Exochus och familjen brokparasitsteklar. Inga underarter finns listade i Catalogue of Life.